# テスラ・モデルX
モデルX（Model X）は、アメリカのテスラが製造・販売しているクロスオーバーSUVタイプの電気自動車である。

## 概要
モデルSのEVパワートレインや車台をベースに開発されたSUV。2012年、ジュネーヴモーターショーにて発表され、同年予約受付を開始。2015年9月29日から引き渡しが行われた。
フロントとリアの2か所にモーターを搭載しており、それぞれ異なる2種類のバリエーションがある。フロントモーターはインダクションと永久磁石、リアモーターはレギュラーとハイ パフォーマンスの2種類。可変リアスポイラーを装備しており、空気抵抗係数（Cd値）は0.25。
SUVとして車高は相応に高いが、重量物であるバッテリーをフロア下部に搭載しているため重心は低い。またエンジンやトランスミッションが無いため、駆動系統が占めるスペースが少なく、フロアトンネルがないほか、ボンネット下にはラゲッジルームもある。
車種特有の外観の特徴として、「ファルコンウィングドア」と名付けられたガルウィングドアを装備している。これは2・3列目シートへのアクセス性向上の為に採用された。ただしモデルXの場合はダブルヒンジによる中折れ機構付であるため、他のガルウイングドアとは違った動きをする。ドアにはセンサーが装備され、周囲の状況を監視しながら開くため狭い駐車スペースでも開閉することができる。標準では2列シート5人乗りだが、オプションによる追加で最大3列シート7名が乗車できる。
「オートパイロット」と呼ばれる運転支援システムが全車標準装備となっており、Wi-Fi経由でのソフトウェアアップデートで機能の追加や改善も可能である。しかしこれは同一車線内でのハンドル操作、加速、ブレーキを自動的に行う装置で、既存のシステムは米国運輸省道路交通安全局（NHTSA）の定義する自動運転レベルではレベル2に留まっている。
2022年10月8日、 パワーステアリングシステムの不具合を理由に、米国でリコールを発表。対象は2017年から2022年までに生産された車両でソフトウェアを改修する。

## 安全性能

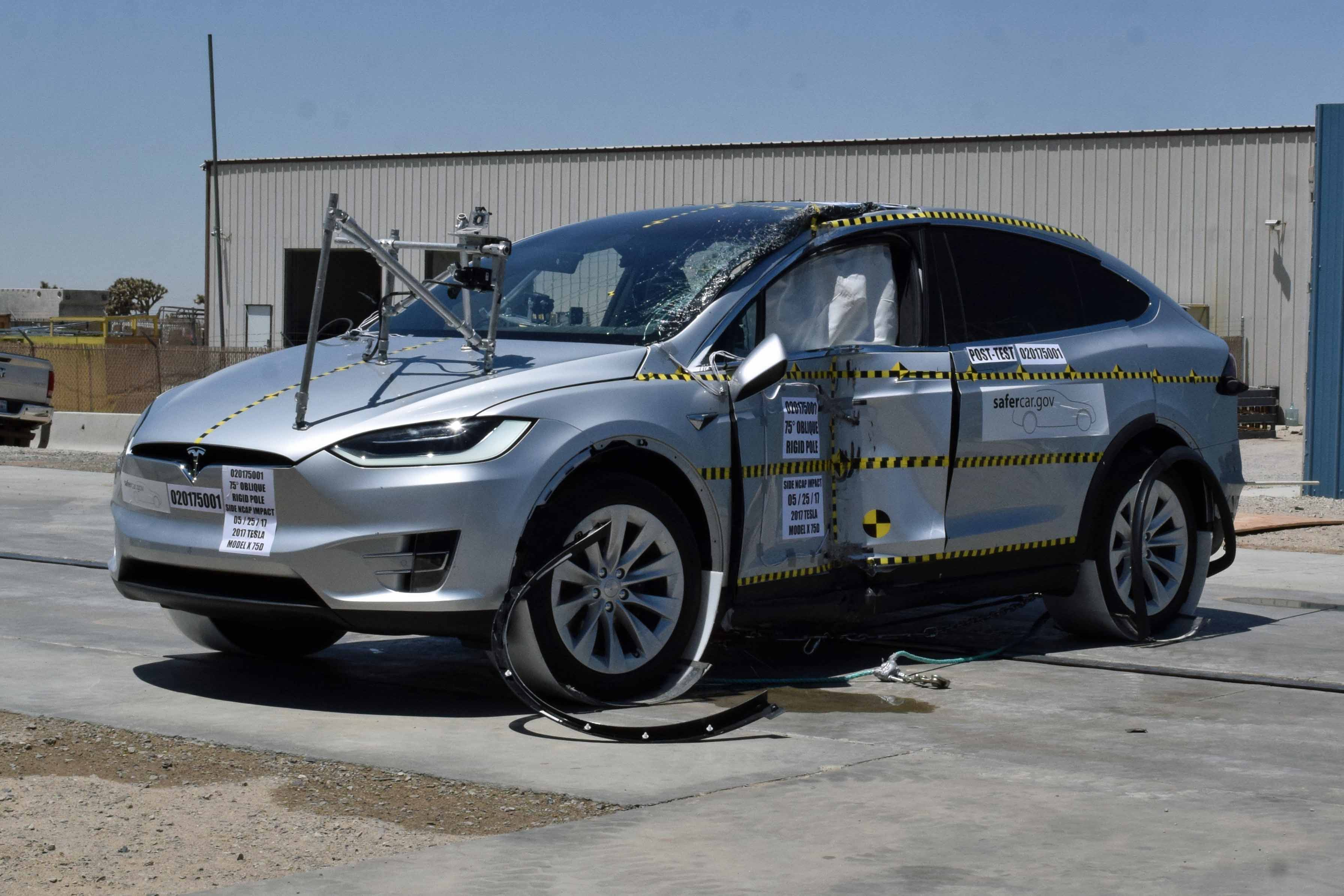
NHTSA side pole crash test of the 2017 Tesla Model X

2017年6月13日、NHTSAは同年に製造されたモデルXの衝突試験を実施し、全ての評価カテゴリーで5つ星評価を獲得したと発表した。同車種の2019年モデルはユーロNCAPでも試験を受け、5つ星評価を獲得している。

2020年2月11日、国家運輸安全委員会は2017年と2018年に起きたモデルXの死亡事故についての調査報告書を公開した。2017年に起きた事故では、オートパイロットを作動させた10秒後に前方を横切っていたトレーラーに突っ込み、運転手が死亡した。2018年の事故で死亡したモデルXのオーナーはAppleに勤務するエンジニアで、事故以前より家族に「オートパイロットが柵に向かって旋回していく」など、オートパイロットの誤作動について複数回話していた。

## ギャラリー

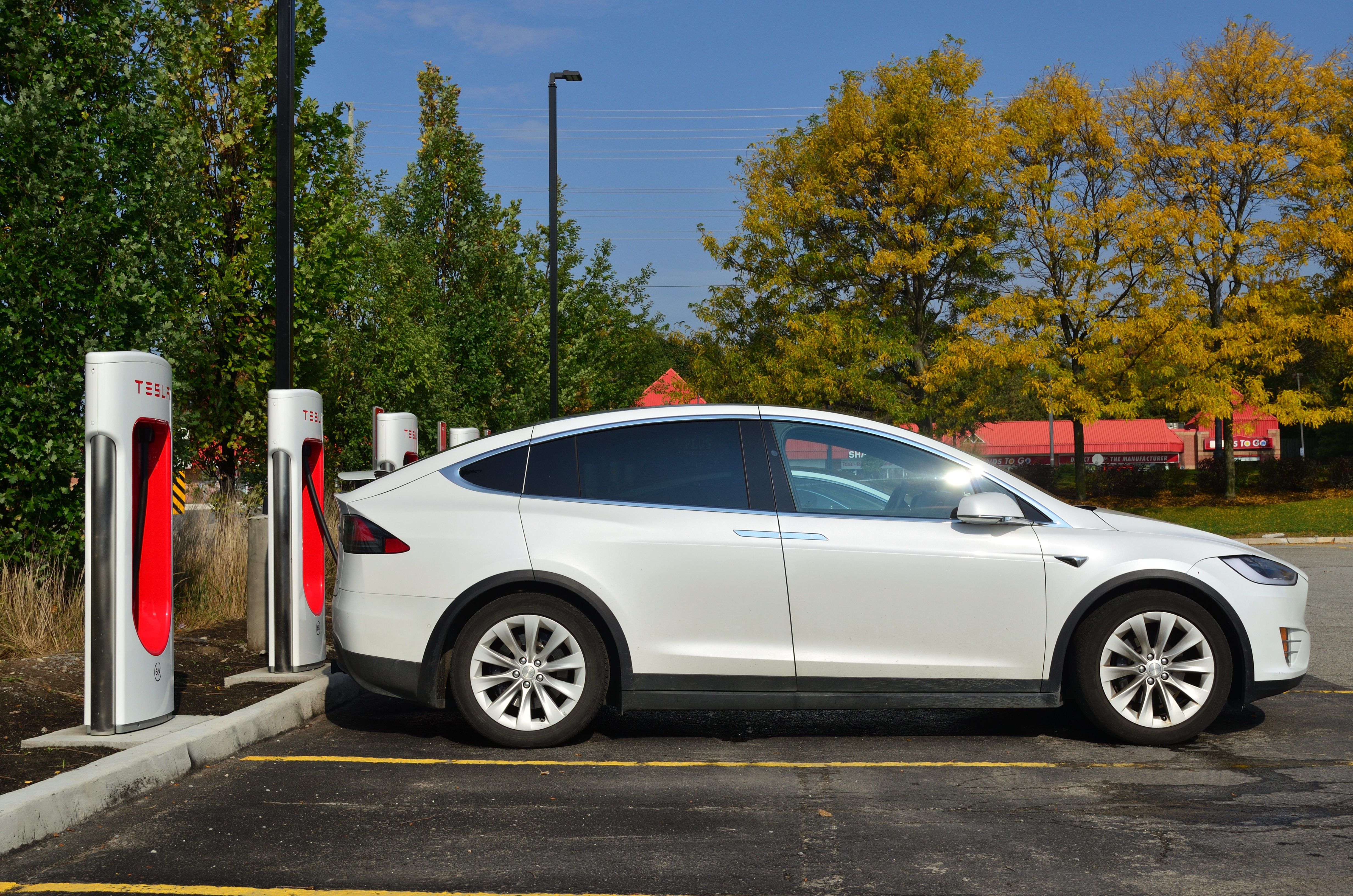
サイド
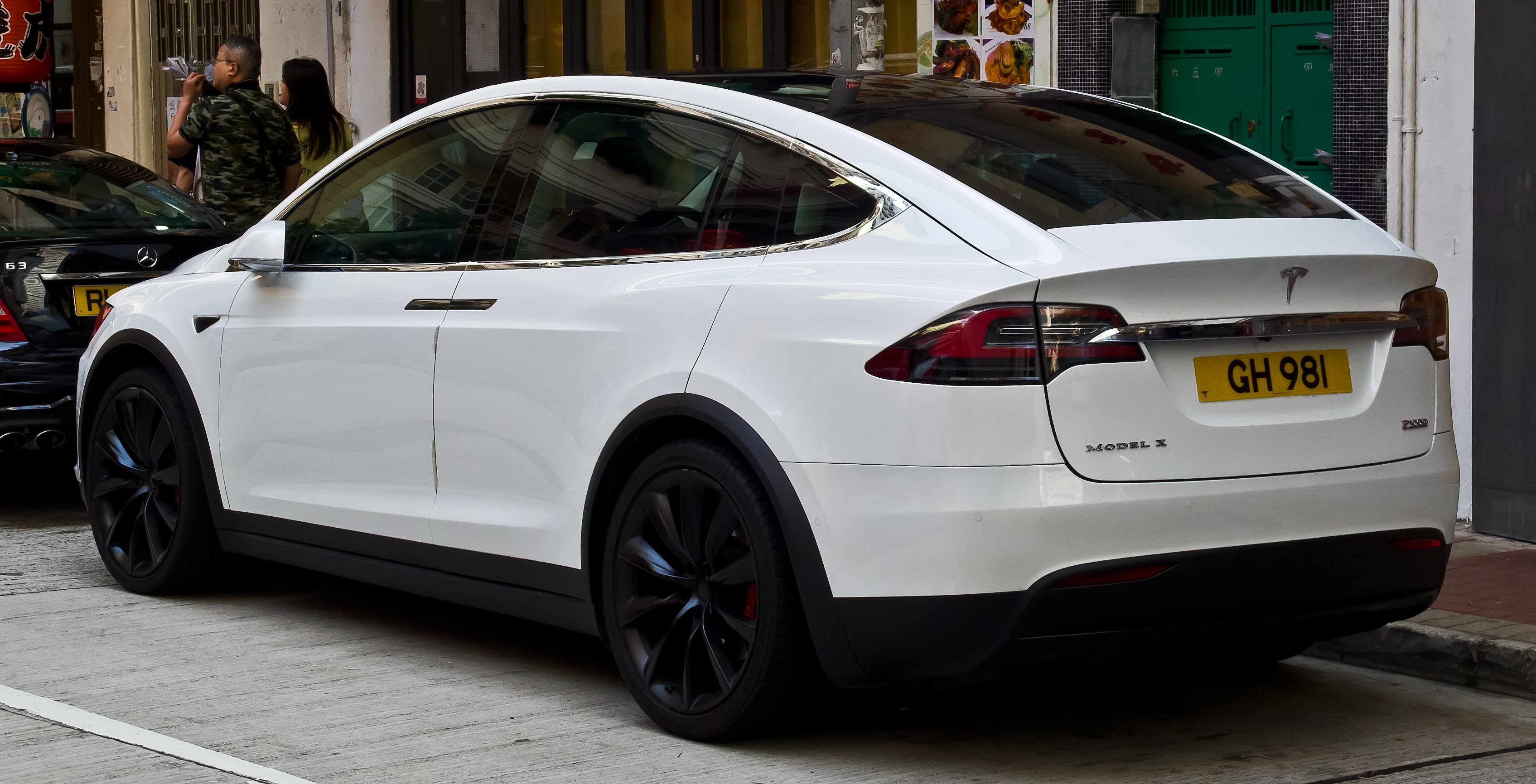
リア
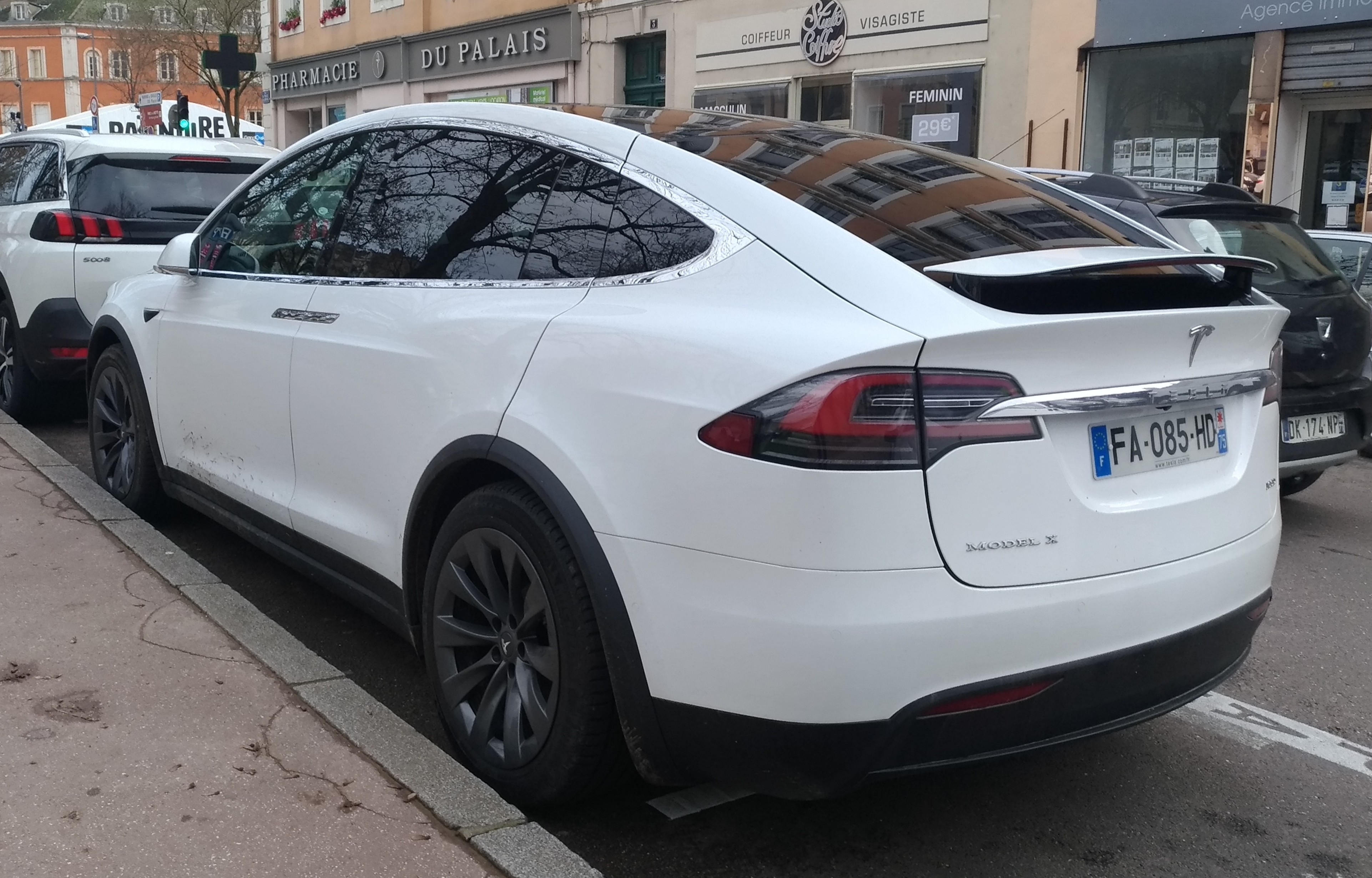
リアウイング
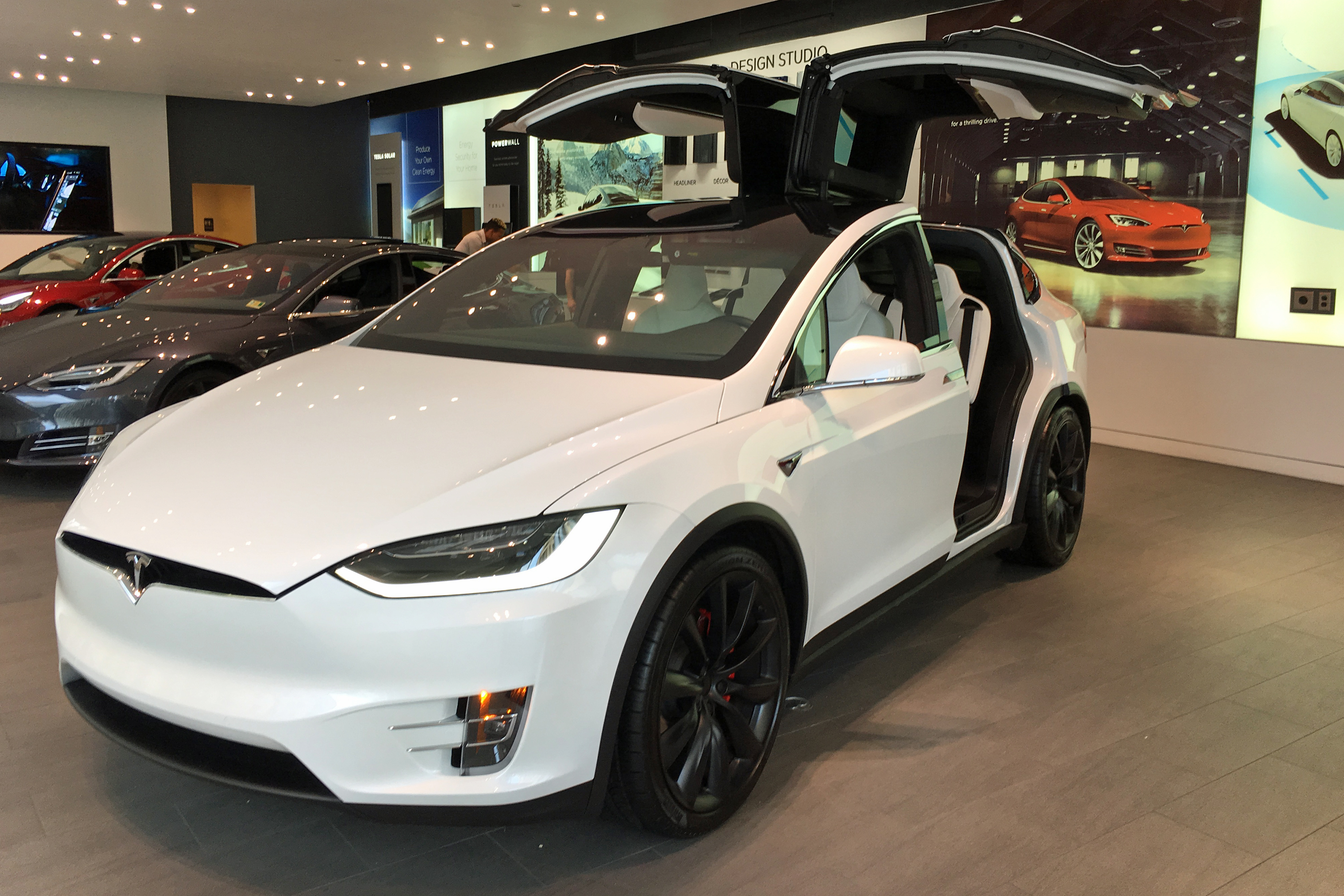
ファルコンウイングドア
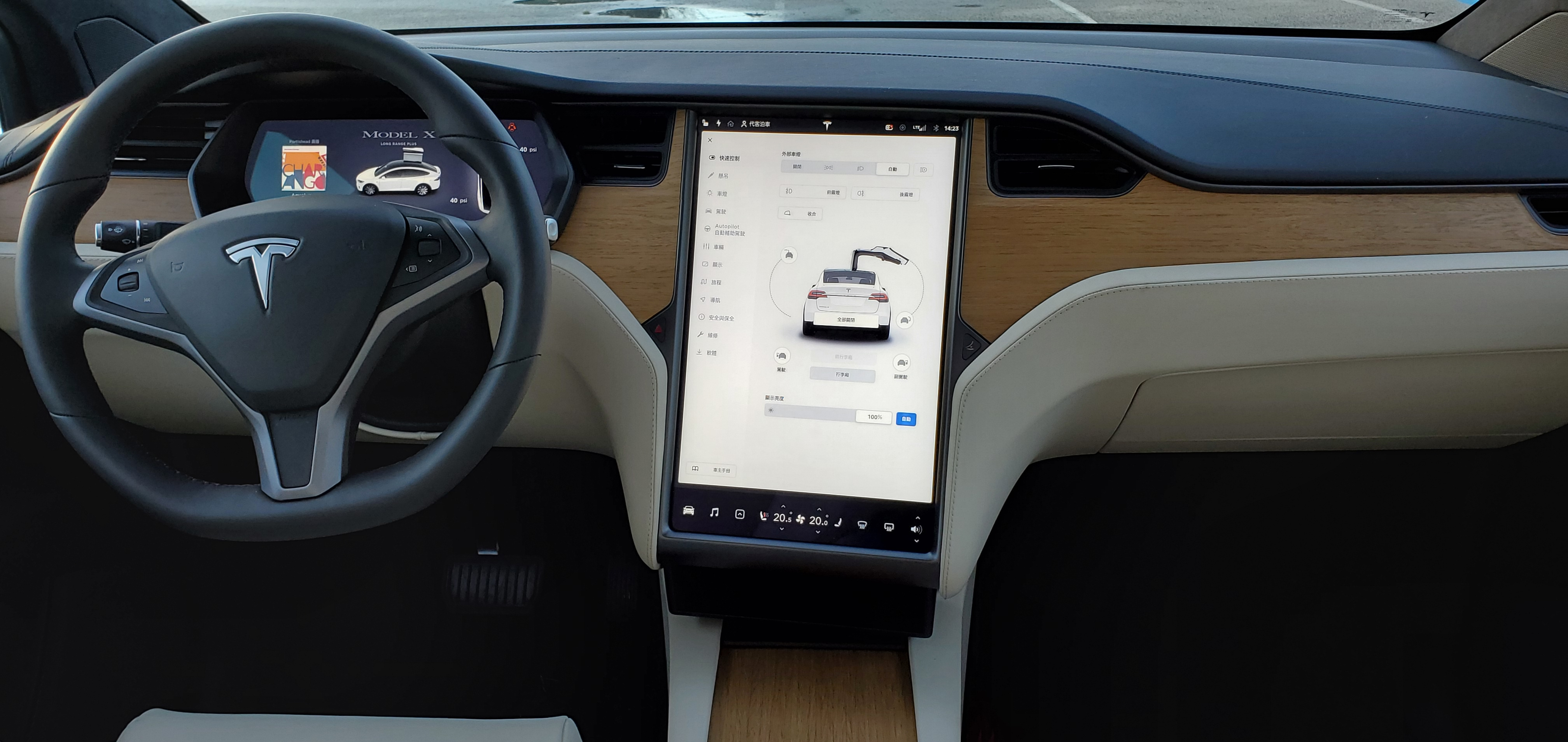
インテリア